# Henri Prost
Pour les articles homonymes, voir Prost.
Henri Prost, né à Saint-Denis le 25 février 1874 et mort à Paris 5e le 16 juillet 1959, est un architecte urbaniste français.

## Biographie
Henri Prost est cofondateur en 1911 de la Société française des urbanistes avec les architectes Donat Alfred Agache, Jacques Marcel Auburtin, André Bérard, Eugène Hénard, Léon Jaussely, A. Parenty, l'urbaniste - paysagiste Jean Claude Nicolas Forestier, le paysagiste Edouard Redont.
Il est membre de la Société centrale des architectes en 1930. À partir de 1932, il coanime avec Jean Royer la revue Urbanisme. Il est élu membre de l'Académie des beaux-arts en 1933.
Il est directeur de l'École spéciale d'architecture de 1929 à 1959.
Bien qu’il ait beaucoup écrit, il a laissé peu de traces publiées, ses productions étant considérées comme appartenant à la littérature grise. Figure exemplaire de l’urbanisme culturaliste dans sa prise en compte de l’héritage local, il ne doit cependant pas être opposé radicalement aux tenants de l’urbanisme moderne progressiste, dans la mesure où ses plans « ne furent exempts d’une modernité interprétée avec tact et discrétion ». En outre, la collaboration véritable et durable de toute son équipe d’architectes (au Maroc comme en France), permet de caractériser cet urbanisme comme indissociable du travail architectural.

## La composition urbaine au service des collectivités
« On pourrait partir de l’idée que Prost représente à merveille dans ses réalisations marocaines des années 1920 un art urbain exemplaire mais rapidement condamné par une accentuation considérable de la division du travail induite par l’inéluctable développement des grosses agglomérations ». C’est avec discrétion que l’architecte-urbaniste répond aux programmes du maréchal Lyautey, homme politique reconnu et éclairé qui gouverne alors le Maroc colonial. Son œuvre est alors de projeter des villes nouvelles sur des terrains dégagés, mais inscrit dans un contexte local qu’il étudie et qu’il expérimente en y habitant. Ses plans définissent à la fois les alignements sur l’espace public et le découpage parcellaire ainsi que les îlots à bâtir.
Dans une logique de dynamisme urbain, ces derniers sont pensés comme « densifiables », sur l’arrière de la parcelle, de sorte que l’espace public n’en soit pas perturbé. Ainsi, la gestion et l’organisation de l’essor des villes marocaines telle Rabat, « appellent plus une actualisation intelligente du plan Prost qu’elles n’en invalident les grandes lignes du parti initial ».

## Prost: une pédagogie toute particulière
Cela dit, il n’apprécie guère que l’urbaniste soit reléguée au rang d’analyste et de conseiller. Ses interventions sur la Côte d’Azur, comme sur la région parisienne, sont jugées, par Prost lui-même, comme étant : « entravées par l’esprit négatif qui vient de faire crouler le régime politique de la France ». Il eut tôt compris le besoin de désenclaver Paris, mais il ne voulait pas, contrairement à la pensée moderniste, y répondre seulement par des axes routiers, mais dans un traitement des banlieues comme portes d’entrée de la capitale.
Proposant un plan ressemblant étrangement au Plan d'occupation des sols (POS), il rappelle, comme à Casablanca, la relation intime qu’il conçoit entre l’esthétique et l’urbanisme, et, plus généralement, il insistait sur le devoir de prendre en compte les multiples acteurs qui font la ville, ne serait-ce que du seul fait que la capitale n’était même pas pourvue d’un état des lieux correct.
Prost est à Istanbul, où il s’interroge sur l’intérêt que portent les pouvoirs publics en place vis-à-vis de ses plans. Pourtant, en Turquie comme en France, il fait appel aux spécialistes locaux (architectes, médecins, sociologues), afin d’être conseillé et de les former à prendre sa relève.
C’est dans le même esprit qu’il forme des services d’urbanisme (le premier fut créé à Metz) et réclame que soit fait consciencieusement un état des lieux fiable et actualisé régulièrement. C’est lui, sans doute le premier, qui en appelle explicitement à l’utilisation de vues aériennes, qui permettent d’entrer plus en profondeur dans la composition de la ville, principalement à l’intérieur des îlots, souvent inconnus des services publics et pourtant à prendre en compte, selon lui, dans toute réflexion de planification.
Une fois professeur à l'Institut d'urbanisme de l'Université de Paris, il confirmera cette vocation pédagogique en passionnant ses étudiants sur des cas d’études véritablement pratiques. C’est d’ailleurs par ses élèves que la pensée d’Henri Prost nous parvient le mieux.

## Principaux projets et réalisations
- 1917-1922 :Plan d'aménagement de Casablanca (dont la place de France (actuelle Place des Nations-Unies) et le Palais de justice avec Joseph Marrast).
- 1914-1922 : Plans d'aménagement de Fès, Marrakech, Meknès et Rabat.
- 1922 : Plan d'aménagement de la côte varoise.
- 1928 - 1935 : Projet d’aménagement de la Région parisienne par Henri Prost, Pierre Remaury et Jean Royer.
- 1928-1930 : Plan d'aménagement, Metz.
- 1932-1939 : Plan régional d'Alger.
- 1936-1951 : Plan d'aménagement, Istanbul.
- 1939 : Plan d'aménagement de Caracas, dit « plan Rotival », avec Maurice Rotival.

## Citation
- « Faire de l'urbanisme, c'est savoir où il ne faut pas construire. » Que sais-je ? n° 2521. Les méthodes de l'urbanisme, page 12.

## Distinctions

### Prix
- 1902 : Premier grand prix de Rome.
- 1910 : Premier prix du concours international d'urbanisme d'Anvers.

### Décorations
- Commandeur de la Légion d'honneur Il est fait chevalier le 20 juillet 1920. Il est promu officier le 21 octobre 1932 en sa qualité d'architecte, puis est promu commandeur le 5 novembre 1951 en tant que directeur de l'école spéciale d'architecture[6].
- Commandeur de l'ordre du Ouissam alaouite[7].

## Pour aller plus loin